# Мауріціо Джуліано
Мауріціо Джуліано (нар. 1975) — італійський чиновник ООН, мандрівник, письменник і журналіст. Станом на 2004 рік, згідно з Книгою рекордів Гіннеса, він був наймолодшою людиною, яка відвідала всі суверенні країни світу (28 років і 361 день)  . Працював у різних міжнародних організаціях у сфері зв’язків зі ЗМІ.

## Особисте життя та навчання
Батько Джуліано був юристом, мати – домогосподаркою. Після закінчення середньої школи в Мілані та Манчестері він здобув ступінь Оксфордського університету в 1996 році та ступінь магістра в Кембриджському університеті в 1997 році. В Університетському коледжі Оксфорда вивчав філософію, політику та економіку, спеціалізуючись на Латинській Америці та Східній Європі. 
З 1998 року працював дослідником у Центрі соціальних досліджень (CESOC) у Сантьяго, Чилі.

## Роботи

### Навчальна робота про Кубу
Мауріціо Джуліано є автором двох книг і кількох наукових статей про кубинську політику, здебільшого на тему ембарго США, яке, як він стверджував (у книзі «La Transición Cubana y el "Bloqueo" Norteamericano» та інших роботах), має сильний контрпродуктивний ефект, підтримуючи збереження режиму Куби. У книзі та інших роботах Джуліано рішуче заперечував точку зору про те, що кінець режиму Кастро буде близьким, і висловлював думку, що будь-який перехід буде повільним і поступовим.
У статті, опублікованій у британському науковому журналі Democratization у 1998 році, він зосередився, зокрема, на тому, як ембарго США проти Куби допомагає створити «емпатію» третіх сторін до Куби, що потім всередині країни сприймається як підтримка кубинського режиму. Таким чином, він стверджував, що уряд США – окрім прямого впливу ембарго на підтримку режиму Куби – опосередковано перешкоджає потенційно конструктивному тиску на зміни, оскільки треті країни, іноземні неурядові організації та відомі особи підтримують опір Куби проти Американське ембарго, і це нейтралізує зовнішній тиск щодо демократизації, тим самим дозволяючи кубинському режиму перетворити таке «співчуття» на джерело легітимності.

#### Чистка Гаванського центру американських досліджень (CEA)
Його наукова робота про внутрішню кубинську політику, зокрема про чистку Гаванського центру американських досліджень (CEA) у 1996 році, була об’єктом академічних рецензій, оскільки викривала внутрішні конфлікти між політичним апаратом Куби та інтелігенцією країни, раніше невідомі. Згідно з деякими рецензіями, книга, твір журналістських розслідувань, доповнена академічним аналізом, завдала сильного удару по жорсткій лінії всередині режиму   , вперше викривши внутрішні конфлікти між апаратом Куби та свою інтелігенцію. У 2001 році вигнані з Куби вчені Альберто Альварес і Херардо Гонсалес, написали книгу «¿ Intellectuales vs. Revolución? El caso del Centro de Estudios sobre América », яка сильно спиралась на книгу Джуліано. Метою цієї книги було подальше розуміння стосунків між політичним апаратом Куби та інтелектуалами країни. Разом із цими двома вченими та Джуліано, кубинський соціолог Гарольдо Ділла Альфонсо висловив думку, що механізми очищення, описані в книзі Джуліано, були ключовою опорою для здатності режиму запобігти підйому реформаторів , і що така динаміка залишаються на місці аж до 2016 року.

### Журналістика
Крім роботи на Кубі, інші країни, які Джуліано висвітлював у своїй журналістській роботі, включають Східний Тимор і М'янму (Бірма). У 1993 році він працював в австрійському тижневому журналі Profil, для якого він брав інтерв'ю у Михайла Горбачова, який висловив критику реформ, проведених російським президентом Борисом Єльциним: коли Єльцин призначив референдум на 25 квітня 1993 року, намагаючись отримати ще більші повноваження. Горбачов сказав Джуліано, що не буде голосувати, і натомість виступив за проведення нових президентських виборів.
У 2000 році він відвідав Північну Корею і опублікував есе про свій візит, по суті описуючи свій тур по країні як мізансцену північнокорейської влади.
Повідомляється, що у своїй журналістській роботі він мав проблеми з владою щонайменше двох країн. 16 серпня 1998 року йому було відмовлено у в'їзді до М'янми після контакту з Національною лігою за демократію та зустрічі з її лідером Аун Сан Су Чжі      влада М'янми звинуватила його неправдиве видавання за туриста та «незаконний збір новин» , що викликало засудження з боку таких організацій, як Міжнародна федерація журналістів і репортерів без кордонів. Лише в 2013 році Джуліано вдалося повернутися до М'янми і також зустрітися з Су Чжі. Повідомляється, що 30 жовтня 2002 року він був затриманий ізраїльською владою під час перетину мосту Алленбі, що також викликало осуд з боку «Репортерів без кордонів». Однак зі слів Джуліано найгірша одіссея, пов’язана з владою – це коли він подорожував у 2003 році південною частиною Тихого океану. Як повідомляється, влада Нової Зеландії та деяких островів південної частини Тихого океану створила серйозні перешкоди його пересуванню. Аргументацією влади було, що його моделі подорожей виглядали підозрілими.
Твори Джуліано також включали більш легкі теми. Під час свого перебування в Кабулі, наприклад, він писав огляди ресторанів для місцевого англомовного журналу.

## Карʼєра
У 2004 році Джуліано працював у Міжнародній організації з міграції на виборах для афганських біженців у Пакистані, де він виступав за явку потенційних виборців, незважаючи на нестабільні умови безпеки  . А в 2005 році він працював в Афганістані у відділі правосуддя Програми розвитку ООН, який намагався реформувати правову систему країни . В обох випадках він працював у сфері комунікацій зі ЗМІ.
Він працював в Організації Об’єднаних Націй, знову у сфері зв’язків зі ЗМІ, у Центральноафриканській Республіці в 2006 році, де засудив дуже низький рівень фінансування надзвичайної ситуації та закликав західні уряди бути щедрими у порятунку життів найбільш уразливих верств населення.   . Він переїхав до Судану в 2007 році, де відкрито засуджував зловживання з боку все більш роздроблених збройних груп, а також обмеження доступу, спричинені урядом Судану    , і закликав до збільшення фінансування також у відповідь на повені, які вразили місто Кассала . У 2008 році він був направлений до Чаду, закликаючи привернути більше уваги міжнародної спільноти на тлі конфлікту між чадськими та просуданськими силами, через який було переміщено понад півмільйона людей , і з подіями, кульмінацією яких стала битва за Нджамену Лютий 2008 року, після чого він працював у Камеруні після кризи біженців, спричиненої війною, і просив про надійну міжнародну підтримку для біженців і зусиль з відновлення     попереджаючи, що гуманітарна криза може перерости в гуманітарна катастрофа за відсутності рішучої відповіді.
У 2009 і 2010 роках він працював у Демократичній Республіці Конго, де засуджував напади протиборчих сторін на цивільне населення  і використання зґвалтувань як зброї війни, називаючи зґвалтування «пандемією» та «чумою». Він засудив жорстокість висилки між ДРК і Анголою, стверджуючи, що обидві країни вчиняли зґвалтування нелегальних іммігрантів, яких депортували,   і закликав їх розслідувати звинувачення по обидва боки кордону.    У відповідь на критику Джуліано щодо масштабів зґвалтувань у країні речник уряду Конго Ламберт Менде назвав його «представником зґвалтувань». 
У 2010 році він був речником ООН з питань повені в Пакистані 2010 року   . Він попередив про неминучу «другу хвилю смерті», яка виникне внаслідок хвороб і нестачі їжі після потопу    заявивши, що 3,5 мільйонам дітей загрожує смерть, якщо вони не отримають допомоги , в тому числі через холеру . Він заявив, що «і без того колосальна катастрофа посилюється і потребує ще колосальнішої відповіді», називаючи операції з надання допомоги «марафоном у швидкісному темпі» і наводячи цифри до мільйона осіб, переселених за 48 годин . Він стверджував, що потреби перевищують наявні ресурси     також через нескінченні дощі .  У відповідь на погрози талібів напасти на працівників служби допомоги Джуліано заявив, що вони «не будуть налякані» такими погрозами і продовжуватимуть працювати. Він зазначив, що повені мали гірший вплив, ніж кілька інших недавніх стихійних лих разом узятих, ставши найстрашнішим стихійним лихом в історії ООН.    Його критикували за перебільшення масштабів надзвичайної ситуації, але також привернули увагу до неї. 
У 2014 та 2015 роках він очолював офіс Управління ООН з координації гуманітарних питань (OCHA) у місті Буніа в ДРК, де він засудив постійні зловживання з боку кількох міліційних груп проти цивільних осіб, зокрема Фронту патріотичного опору. в Ітурі (FRPI)   та Об’єднані демократичні сили Уганди (ADF)    , а також менш відомі військові командири, зокрема Пол Садала (псевдонім Морган), чиє рутинне використання групових зґвалтувань було засуджено Джуліано; але він також попросив уряд і місію ООН MONUSCO зробити більше для захисту цивільних осіб . Він вважав, що серйозні звірства та порушення прав людини в Ітурі не привертають достатньої уваги міжнародної спільноти, і закликав до рішучих зусиль із захисту та фінансування для задоволення гуманітарних потреб . Він також виступив за посилення відповідальності перед одержувачами допомоги.

## Подорожі
Згідно з Книгою Гіннеса, завдяки своїй роботі він відвідав усі суверенні країни світу (їх загалом було 193 згідно з Книгою Гіннеса) до 20 лютого 2004 року   . Він стверджував, що відвідав загалом до 238 територій (включаючи 193 суверенні країни, визнані Гіннесом) і заявив, що Північна Корея була найважчою країною, до якої потрапити вдалось лише після численних спроб і довгих очікувань отримати візи. Коли він нарешті потрапив туди його ніколи не залишали наодинці його «гіди». Також було особливо складно отримати суданську візу, довелося чекати майже рік. У 1992 році в Албанії у нього вкрали паспорт, і він повідомив про труднощі з отриманням нового в італійському посольстві, нібито через те, що неаполітанський клерк прийняв його за албанця через його міланський акцент.
Він почав подорожувати у віці 14 років і вважає, що станом на 2004 рік він подолав щонайменше два мільйони миль, у тому числі на Транссибірській залізниці та здійснив 11 навколосвітніх мандрівок літаками. Деякі з його перших подорожей були до Албанії та Сьєрра-Леоне в 1991 році, коли йому було 16 років, і до Монголії в 1992 році з нагоди національних свят Наадам. Під час своїх перших подорожей він часто зупинявся у друзів по листуванню. Більшість його подальших подорожей були пов’язані з журналістською роботою.  Він заявив, що в деяких країнах він жив або проводив місяці, тоді як в інших він проводив лише години, його найкоротшим перебуванням був одногодинний візит до Тувалу на Air Fiji.
20 лютого 2004 року він прибув до Суринаму на бразильському авіалайнері, завершивши таким чином свій візит до всіх суверенних держав світу. 24 лютого він провів там прес-конференцію, на якій заявив, що вибрав Сурінам, щоб завершити свій рекорд, оскільки ця країна завжди захоплювала його багатством і різноманітністю культур і етнічних груп . Потім він подорожував із Суринаму до Лондона з 42 паспортами (30 італійськими та 12 британськими ), заповненими імміграційними штампами, щоб підтвердити свій рекорд у Книзі рекордів Гіннесса . Він стверджував, що більшість його подорожей не були пов'язані з рекордом, і що лише з 2001 року, за порадою друзів, він почав йти до встановлення рекорду Гіннеса, плануючи подорожі.
Збирання штампів у паспорті як підтвердження подорожей було основною частиною зусиль Джуліано, і він описує, що був одержимий своїми штампами, аж до такої міри, що подорожував із чорнильними подушечками п’яти різних кольорів, щоб допомогти офіцерам імміграційної служби, на штампах яких може бути брак чорнила.